# Al Jazira Club
Al Jazira Club (celým názvem Al Jazira Sports & Culture Club, arabsky نادي الجزيرة الرياضي الثقافي) je fotbalový klub ze Spojených arabských emirátů, který sídlí v hlavním městě Abú Dhabí. Byl založen v roce 1974.